# RedIRIS
RedIRIS és una xarxa per a l'Interconnexió dels Recursos InformàticS de les universitats i centres d'investigació de l'estat espanyol. Proporciona serveis de connexió a Internet a les institucions mencionades.
Va ser fundada l'any 1988 com un projecte del llavors Plan Nacional de I+D del Ministeri d'Educación y Ciencia en col·laboració amb la Telefònica a través de la fundació Fundesco. Actualment és gestionada per l'entitat pública Red.es (que gestiona el domini de primer nivell ".es") i finançada pel "Plan Nacional de I+D+i", que ofereix el servei únicament en castellà i en anglès.
RedIRIS també té un servei de replicació de servidors FTP que allotja entre d'altres una còpia del rebost de SoftCatalà.
RedIRIS també dona servei horari NTP a través del servidor hora.rediris.es

## Innovació: RedIRIS-NOVA
RedIRIS-NOVA és la xarxa òptica d'alta capacitat de RedIRIS, que connecta les xarxes regionals de totes les comunitats autònomes i els principals centres d'investigació d'Espanya amb la resta de xarxes acadèmiques internacionals i en especial les xarxes acadèmiques i de recerca portuguesa FCCN i la xarxa de recerca europea Géant. La fibra òptica permet desplegar fàcilment circuits de 10G o 40G i aviat de 100G, per un cost molt inferior al model de xarxa basat en lloguer de capacitat. Popularment aquesta fibra òptica es coneix com a fibra fosca.
RedIRIS-NOVA connecta més de 50 punts de presència entre si, component una xarxa mallada sobre la qual es desplega la Xarxa Troncal IP de RedIRIS i les xarxes autonòmiques, per permetre la col·laboració entre els investigadors i el desplegament de serveis d'última generació.
El projecte està finançat per la Secretaria d'Estat d'Investigació, Desenvolupament i Innovació del Ministeri d'Economia i Competitivitat, cofinançat pel Programa Operatiu Societat del Coneixement FEDER 2007-2013 (POEC) de la Secretaria d'Estat de Telecomunicacions i per a la Societat de la informació, i executat per l'entitat pública empresarial red.es, organisme encarregat de la gestió operativa de RedIRIS.

## Serveis addicionals
Entre els serveis addicionals que ofereix destaquen::
- La Forja de Coneixement Lliure de la Comunitat RedIRIS, que ofereix a tota la comunitat un repositori per desenvolupar iniciatives lliures en l'entorn acadèmic-científic universitari. Aquesta Forja s'usa, per exemple, com forja oficial al Concurs Universitari de Programari Lliure.[3]
- També destaca el sistema d'enviament de fitxers File Sender
- Organitza Jornades tècniques[4]

Filtre anti-spam "rentadora"

## Publicacions
Regularment publica un Bolletí con novetats